# カンバセーション…盗聴…
『カンバセーション…盗聴…』（原題：The Conversation）は、1974年製作のアメリカ映画。フランシス・フォード・コッポラ監督・製作・脚本作品。ジーン・ハックマン主演。殺人計画に巻き込まれた盗聴のエキスパートの心理的恐怖を描いた作品。サスペンス映画の傑作として高く評価されている。

## プロット
舞台はサンフランシスコ。クライアントの依頼を受けて盗聴サービスを行う、盗聴屋のハリー・コールという中年男が主人公。彼はプロとして「好奇心を捨てること」をポリシーにしている。その一方で、過去の仕事で3人死亡した結果や元来の倫理観から、盗聴という仕事に由来する疑心暗鬼や精神不安を抱えており、絶えず自分のプライバシーに異常に気を使い、他人を信用できないために親密な関係も築けず、孤独な生活を送っている。彼は時々カトリックの教会に行き、神父に対して自分の仕事に関わる告解を行っている。敬虔なキリスト者である彼は、会話の相手が神を冒涜するような言葉遣いをすると真剣に怒るほどである。そんな彼にとって唯一の心の支えは、厳重に外部から隔離された自室で、ジャズの調べに合わせてサックスを演奏することだった。 
ある日、大企業の重役から、とある若い男女の盗聴を依頼される。雑踏のノイズが激しいユニオンスクエアで密会する2人の会話を見事に盗聴したコールは、テープをクライアントのオフィスへと持っていく。しかし、クライアントは出張で不在であり、秘書のマーティン・ステットが対応する。テープは本人に直接渡す約束だとして、報酬も受け取らずテープを持ち帰るが、その際に盗聴対象の男女がオフィス内にいることを知る。帰宅したコールは更にノイズを除去し、その中で「チャンスがあれば彼は私たちを殺すだろう」という不穏なフレーズを聞く。過去のトラウマと重なり、妄想的不安が悪化するコールはクライアントにテープを渡すことをやめるが、それから尾行されているような気に陥るなど、ますます精神状態が悪化していく。
コールは盗聴機器等の諜報機材の大きな展示会に顔を出した後、旧知及び会場で新たに知り合った同業者数人及びそれぞれの連れの女性と共に自分の仕事場で、買い込んだ飲食物で簡素なパーティを開く。そこに来たメレディスという女性はコールのことを気に入った様子で、コールは彼女と一夜を共にする。翌朝起きるとメレディスは消えていて、そして件のテープが盗まれていることに気づく。ステットから電話でテープは無事に手に入れたとし、警告を受ける。観念したコールはクライアントのオフィスへと向かい、クライアントの重役に対して、撮影した写真なども提出する。その際の会話や重役の机上の写真から、盗聴対象の女は重役の妻であり、盗聴対象の男女は不倫関係にあると知る。
いよいよ殺人を疑うコールは、盗聴で聞いていたホテルの部屋の隣室を取って、様子を伺う。眠ってしまったコールは、夜半に隣室からの叫び声で目を覚ます。その後、隣室に人がいないことを確認すると、コールは忍び込み、殺人が起きたか否かを調べようとするが、何も見つからない。すべては妄想だったかと諦めかけていたところ、トイレの水を流した際にパイプが詰まっており、血が逆流してきた。
クライアントと対決することを決意したコールであったが、妻とその愛人が生きていることを知る。混乱する中、新聞記事でクライアントが自動車事故で亡くなったことを知り、2人に殺されたと悟る。ここでコールは改めて盗聴の内容を思い出し、不穏な会話は、自分たちが殺される可能性だけではなく、自分たちが重役を殺す算段も立てていたことに気づく。
間もなくステットから電話が掛かり、これ以上、関わらないよう警告すると共に、自分たちがコールを盗聴していることを示す証拠として、彼のサックスの音声を流す。電話が切れるとコールは室内で盗聴器を探し始め、しかし見つからず、手当たり次第に室内の物を破壊していく。そして、荒れ果てた室内の中で、コールがいつものようにサックスを演奏するシーンで物語は終わる。

## キャスト
| 役名                 | 俳優                       | 日本語吹替   | 日本語吹替             | 日本語吹替 |
| 役名                 | 俳優                       | 日本テレビ版 | テレビ朝日版           |            |
| -------------------- | -------------------------- | ------------ | ---------------------- | ---------- |
| ハリー・コール       | ジーン・ハックマン         | 若山弦蔵     | 石田太郎               |            |
| スタン               | ジョン・カザール           |              | 納谷六朗               |            |
| バーニー・モラン     | アレン・ガーフィールド     |              | たてかべ和也           |            |
| マーク               | フレデリック・フォレスト   |              | 野島昭生               |            |
| アン                 | シンディ・ウィリアムズ     |              | 高橋ひろ子             |            |
| ポール               | マイケル・ヒギンズ         |              | 村松康雄               |            |
| メレディス           | エリザベス・マクレー       |              |                        |            |
| エイミィ             | テリー・ガー               |              |                        |            |
| マーティン・ステット | ハリソン・フォード         |              | 麦人                   |            |
| 受付                 | マーク・ウィーラー         |              |                        |            |
| パントマイム         | ロバート・シールズ         |              |                        |            |
| ルリーン             | フィービー・アレクサンダー |              |                        |            |
| 会長                 | ロバート・デュヴァル       |              | 千田光男               |            |
| 不明 その他          | N/A                        |              | 広瀬正志 島香裕 峰恵研 |            |

- 日本テレビ版：初回放映1981年7月11日『土曜映画劇場』
- テレビ朝日版：初回放映1984年1月14日『ウィークエンドシアター』

## 日本語字幕
清水俊二

## 製作

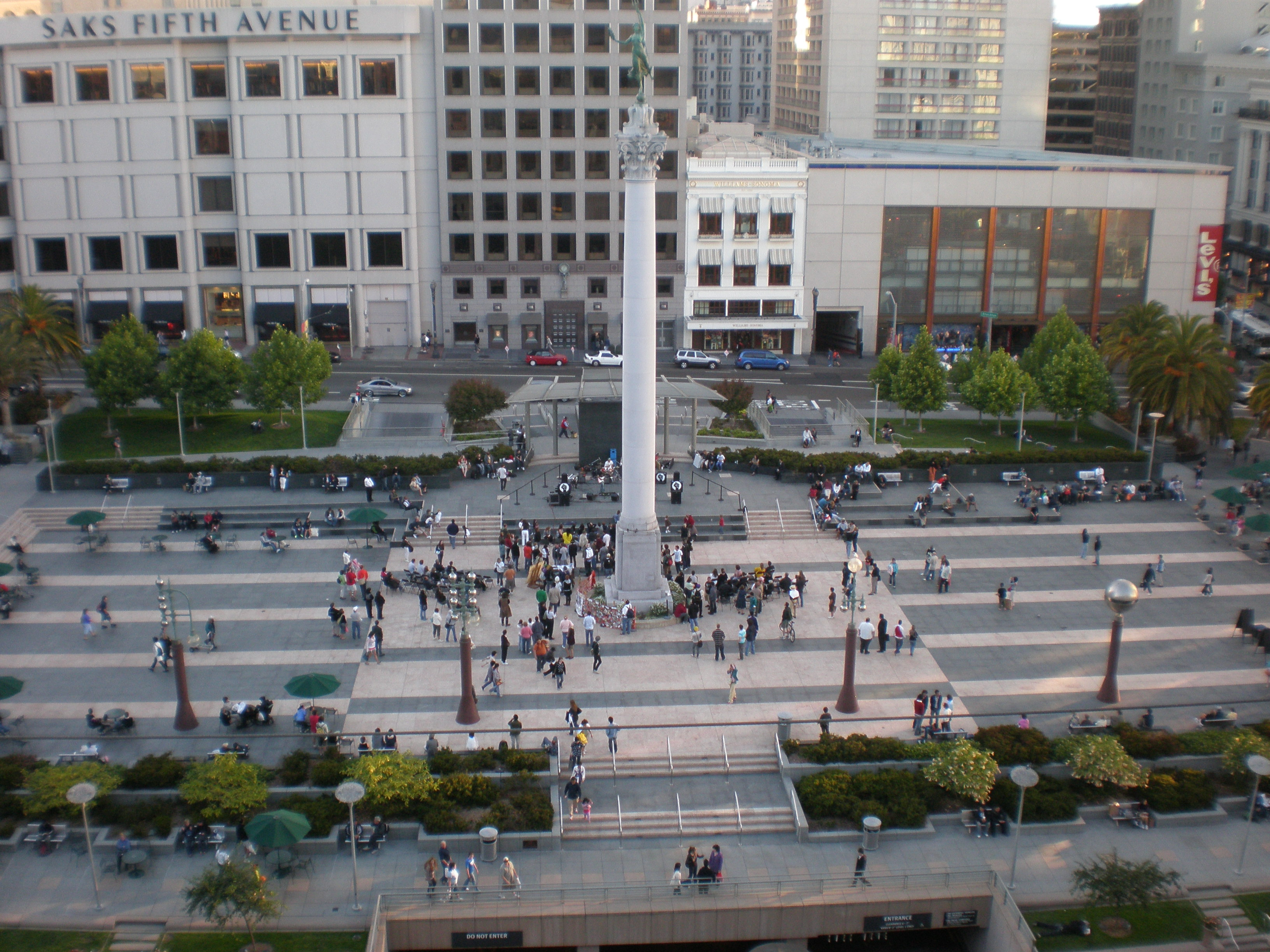
映画冒頭の盗聴シーンの舞台となった、サンフランシスコのユニオンスクエア

### 企画
映画の構想自体は、監督のフランシス・フォード・コッポラが1960年代中盤から暖めていたものである。コッポラによれば、脚本執筆の切っ掛けとなったのは映画監督のアービン・カーシュナーとの会話であるという。カーシュナーと盗聴について話し合っている時、その技術や専門家に興味を示したコッポラに、カーシュナーが盗聴の第一人者であるハル・リップセットについての資料を送ったのが始まりである。
リップセットのような実在の盗聴のプロフェッショナルたちの話のほか、ミケランジェロ・アントニオーニ監督作品の『欲望』やヘルマン・ヘッセの『荒野のおおかみ』といった創作物もコッポラの脚本執筆のモチーフになった。ただし当時のコッポラは映画監督としてまだ駆け出しの存在であり、自分の望んだ映画を撮れる立場ではなかったので製作は見送られることになった。
その後、1972年に公開された『ゴッドファーザー』の圧倒的な成功で監督としての名声と潤沢な撮影資金を得たコッポラが、満を持して製作に取り掛かることになった。

### キャスティング
撮影前の段階で、コッポラは、『ゴッドファーザー』でドン・コルレオーネを演じたマーロン・ブランドを主役のハリー・コール役に起用しようとしていた。しかし、ブランドはコッポラからのオファーを拒絶、代わりに『フレンチ・コネクション』（1971年）でブレイクしたジーン・ハックマンが出演することになった。ハリーの複雑な人格を見事に演じきったハックマンの演技は、高く評価されている。本作品でハックマンは1974年度のナショナル・ボード・オブ・レビュー賞主演男優賞を受賞した。
告解室でハリーの懺悔を聞き入れるカトリックの神父を、ジーン・ハックマンの実兄リチャード・ハックマンが演じている。リチャードは他にもハリーを取り押さえる警備員としても出演している。ただし、どちらの役も映画のスタッフロールにクレジットされない端役である。
ロバート・デュヴァルが、ハリーに盗聴を依頼する取締役としてカメオ出演しているほか、下積み時代のハリソン・フォードがその補佐役として登場している。

### 撮影とポストプロダクション
映画の撮影は1972年の11月26日から開始された。『ゴッドファーザー』製作の時のように、コッポラの監督としての能力に不信感を持った映画会社の重役たちからの掣肘はなかったものの、撮影中にコッポラは精神的にも物理的にも様々な困難に対処する必要に迫られた。脚本は一応完成していたものの、コッポラはその出来に不満を感じており、映画の幕切れに関して最後まで頭を悩ませることになった。コッポラは当初撮影監督にハスケル・ウェクスラーを起用していたが、途中で意見が対立したためウェクスラーを解雇し、代わりに『雨のなかの女』で撮影を担当したビル・バトラーを呼び戻した。そのため撮影が困難だった冒頭のユニオンスクエアのシーン以外を破棄し、再度一から撮り直すことになった。映画の大半はロケーション撮影であったため、撮影費用を節約することは出来たが、その代償として照明や音響、場所の確保等の技術的問題が多く生じることになった。
製作期間の後半はコッポラ本人が『ゴッドファーザー PART II』の撮影準備で忙しかったので、映画の音響を担当したウォルター・マーチが編集作業にも携わることになった。映画のエンディングを現在の形にするようにコッポラに助言したのは、マーチであったとされる。マーチの映画製作における貢献は絶大であり、映画評論家のピーター・コーウィーは、彼のことを本作品の共同製作者とまで呼んでいる。映画撮影は1973年の3月に終わり、それから1年以上の編集期間を経て、1974年4月7日に公開された。

## 公開

### 興行収入
本作品の制作費は180万ドルと、当時のハリウッド製大作映画と比べて控えめなものであったが、興行成績が振るわず結局制作費を回収することは出来なかった。興行的には今ひとつだったものの、批評家たちは本作品を完成度の高いスリラーとして賞賛、コッポラの監督としての評価を更に高めることになった。コッポラも後にインタビューで、本作品のことを彼のキャリアの中で最も好きな映画だと述べている。その理由は、本作品が『ゴッドファーザー』や『地獄の黙示録』といった原作付きの映画と違い、コッポラ自身が書き上げた脚本に基づいた個人的なものだからだという。

### 評価
『カンバセーション…盗聴…』は、その興行的失敗にもかかわらず、多くの批評家たちから優れたサスペンス映画だとして賞賛された。公開当時、タイムやニューズウィーク、ニューヨーク・タイムズといった権威あるマスコミが本作品について好意的なレビューを掲載した。特にバラエティ誌の批評家は本作品のことを、「現時点におけるコッポラのもっとも完璧で、もっとも自信に満ち溢れ、もっとも価値の有る映画」であると絶賛した。それらの好意的な評価の反面、ジョン・サイモンのようにこの映画を批判する者も居た。辛口な批評家として知られるサイモンは、エスクァイア誌に掲載したレビューで、作中で盗聴のエキスパートとして描写されている主人公が、何度も見え透いた罠に嵌るという本作品の筋書きを、不自然でありそうもないことだと指摘した。
本作品はコッポラの他の監督作品である『ゴッドファーザー』や『地獄の黙示録』ほど一般的な知名度は高くないものの、現在では多くのコッポラ研究家や映画評論家たちから、彼のキャリアを代表する傑作だとして高く評価されている。ジョエル・シュマッカーやゴア・ヴァービンスキーといった映画監督たちも、好きな映画作品のリストにこの作品を含めている。
ピーター・コーウィーは、その著書『Coppola』のなかで、「コッポラの製作した作品の中で、この作品ほど熱情が込められた作品は無い」と評価した。コーウィーはまた、映画のラストシーンで自室に仕掛けられた盗聴器を発見するために部屋中を徹底的に破壊したハリーが、おそらくその中に盗聴器が仕掛けられていると疑いながらもサクソフォンだけを破壊しなかったのは、彼がその楽器の醸しだす音楽に夢と希望、罪の許しを求めていたからであると述べた。
ロジャー・イーバートは『シカゴ・サンタイムズ』に掲載したレビューで、本作品のことを「簡潔にまとまった知的なスリラー」であると賞賛した。作品のモチーフについてイーバートは、主人公ハリー・コールの、「基本的に悪人ではなく、自らの仕事を遂行しようとしているが、その仕事に起因する罪悪感と悪評に苛まされる」姿は、ウォーターゲート事件やベトナム戦争が齎した後遺症に苦しむ当時のアメリカ合衆国の縮図であると指摘している。
1995年にはアメリカ国立フィルム登録簿に登録された。

### 受賞
1974年のカンヌ国際映画祭では最高賞であるグランプリ（翌1975年から現在の正式名であるパルム・ドールに改称）を受賞。同年度のアカデミー賞において作品賞と脚本賞、録音賞の3部門にノミネートされるが、同じコッポラ監督・脚本作品である『ゴッドファーザー PART II』（作品賞と脚色賞を含む11部門にノミネート）に阻まれ受賞には至らなかった。